# Hererostein

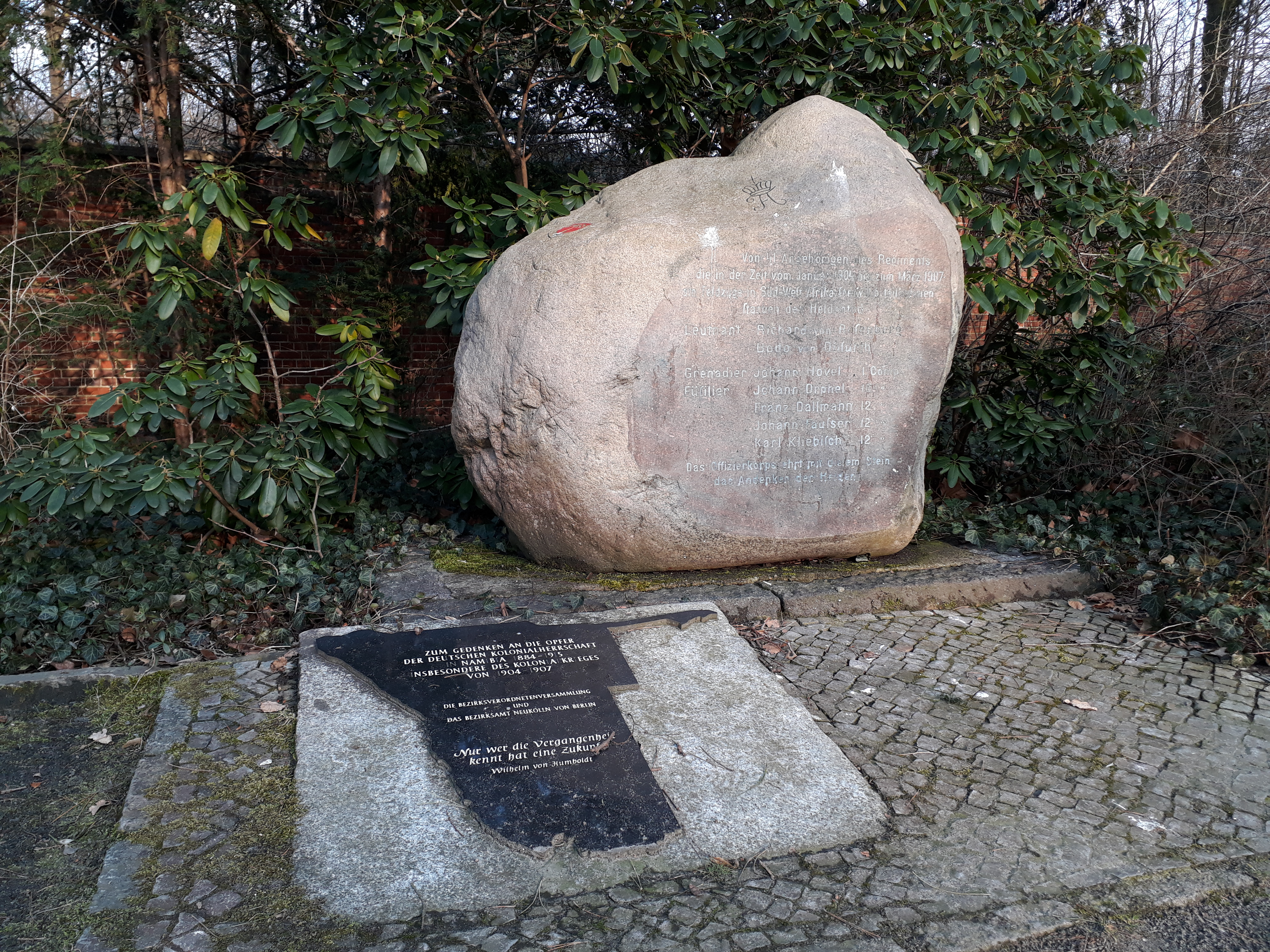
Der Hererostein mit Namibia-Gedenkplatte (2018)

Der Hererostein (auch Afrikastein) ist ein Gedenkstein auf dem Friedhof Columbiadamm in Berlin-Neukölln. Er ist sieben Freiwilligen der deutschen Schutztruppe gewidmet, die zwischen 1904 und 1907 in der damaligen Kolonie Deutsch-Südwestafrika gefallen sind. Nach Protesten zivilgesellschaftlicher Vereine gegen dieses Gedenken an die Täter eines Völkermords wurde 2009 im Boden vor dem Stein eine kommentierende Gedenkplatte verlegt, die an die Opfer unter den Völkern der Herero und Nama erinnert. Das Ensemble aus Hererostein und Namibia-Gedenkplatte ist in Berlin das einzige Denkmal, das an die frühere deutsche Besatzung Namibias erinnert.

## Beschreibung

### Hererostein

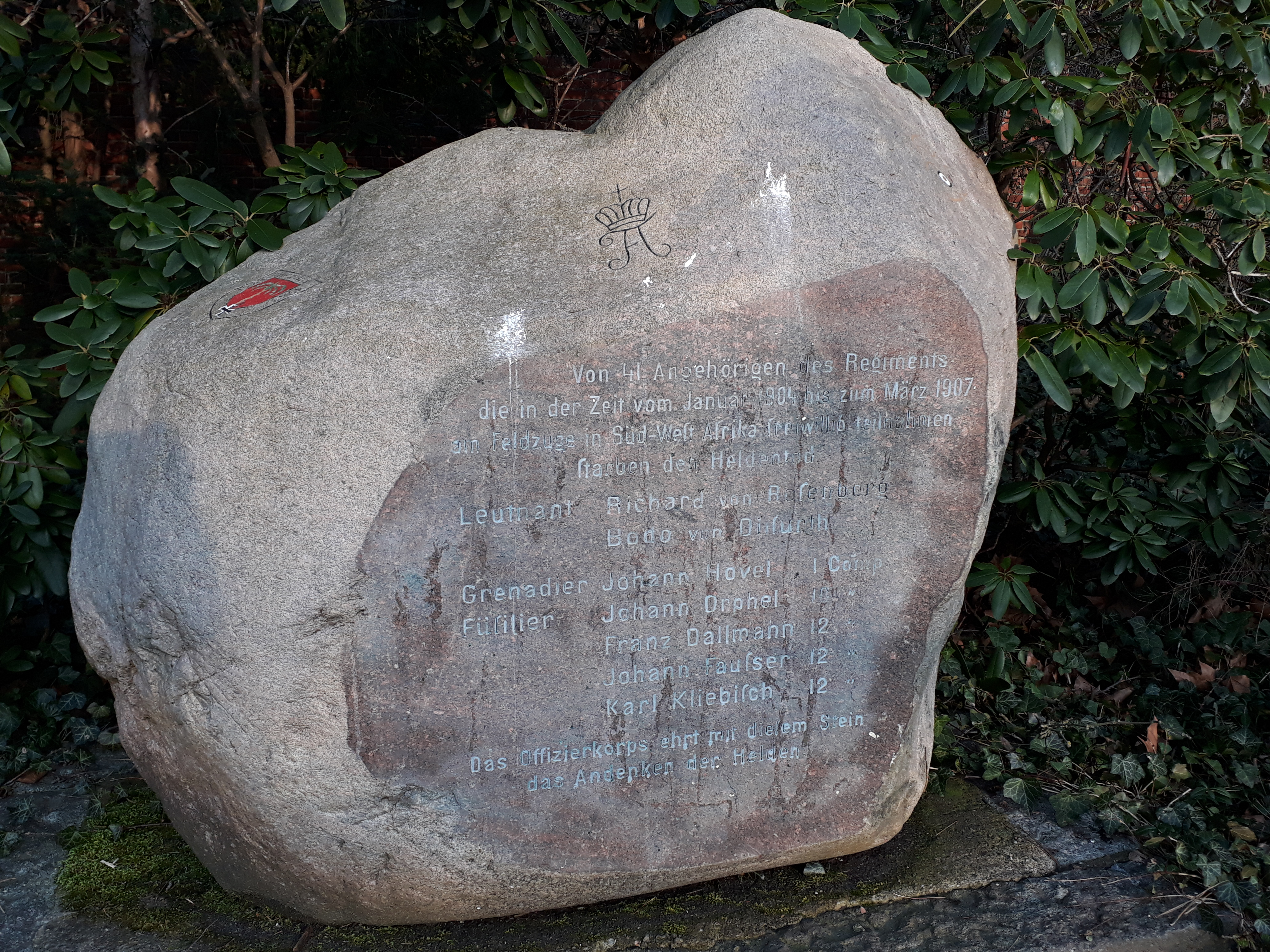
Der Hererostein

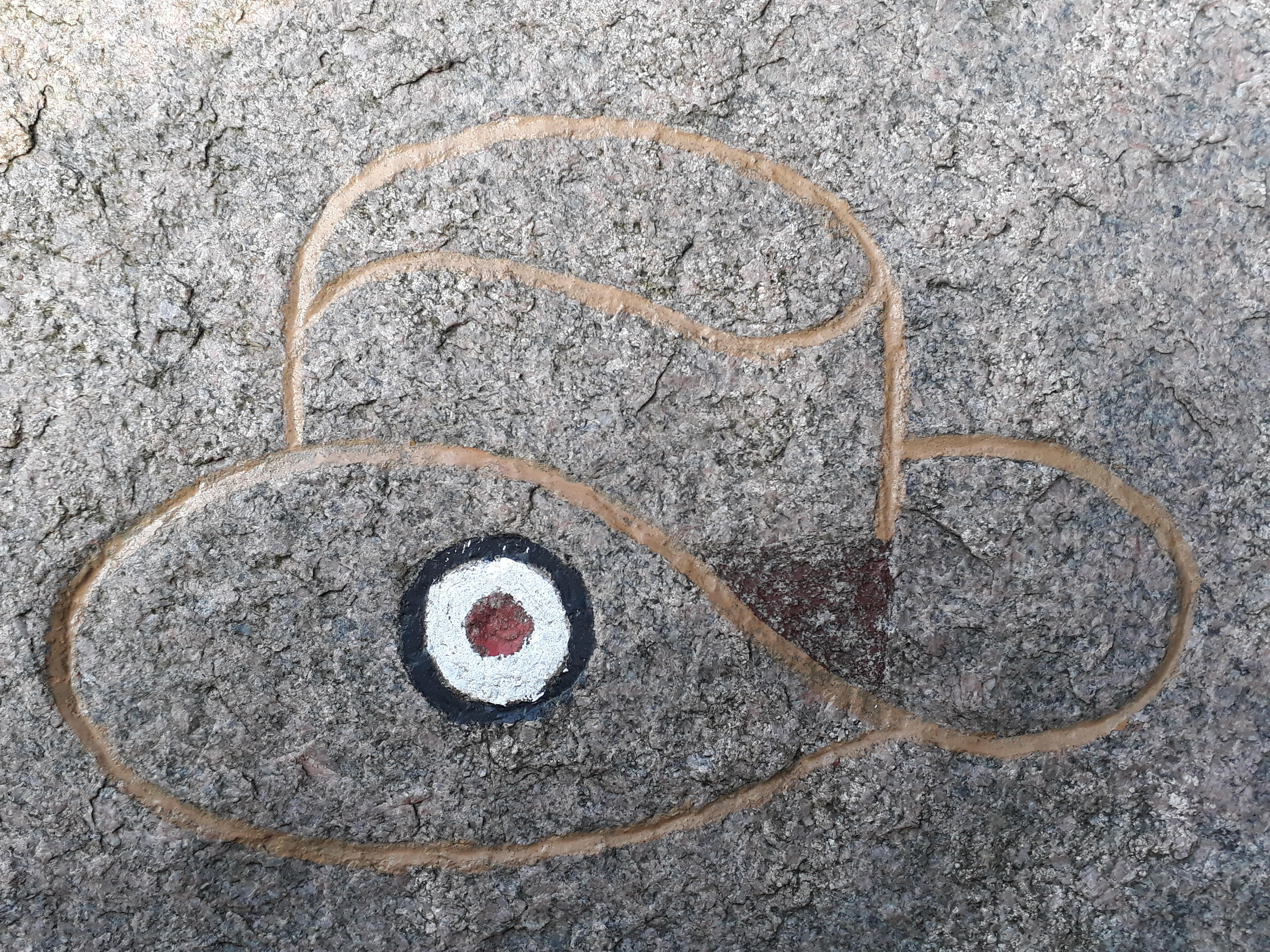

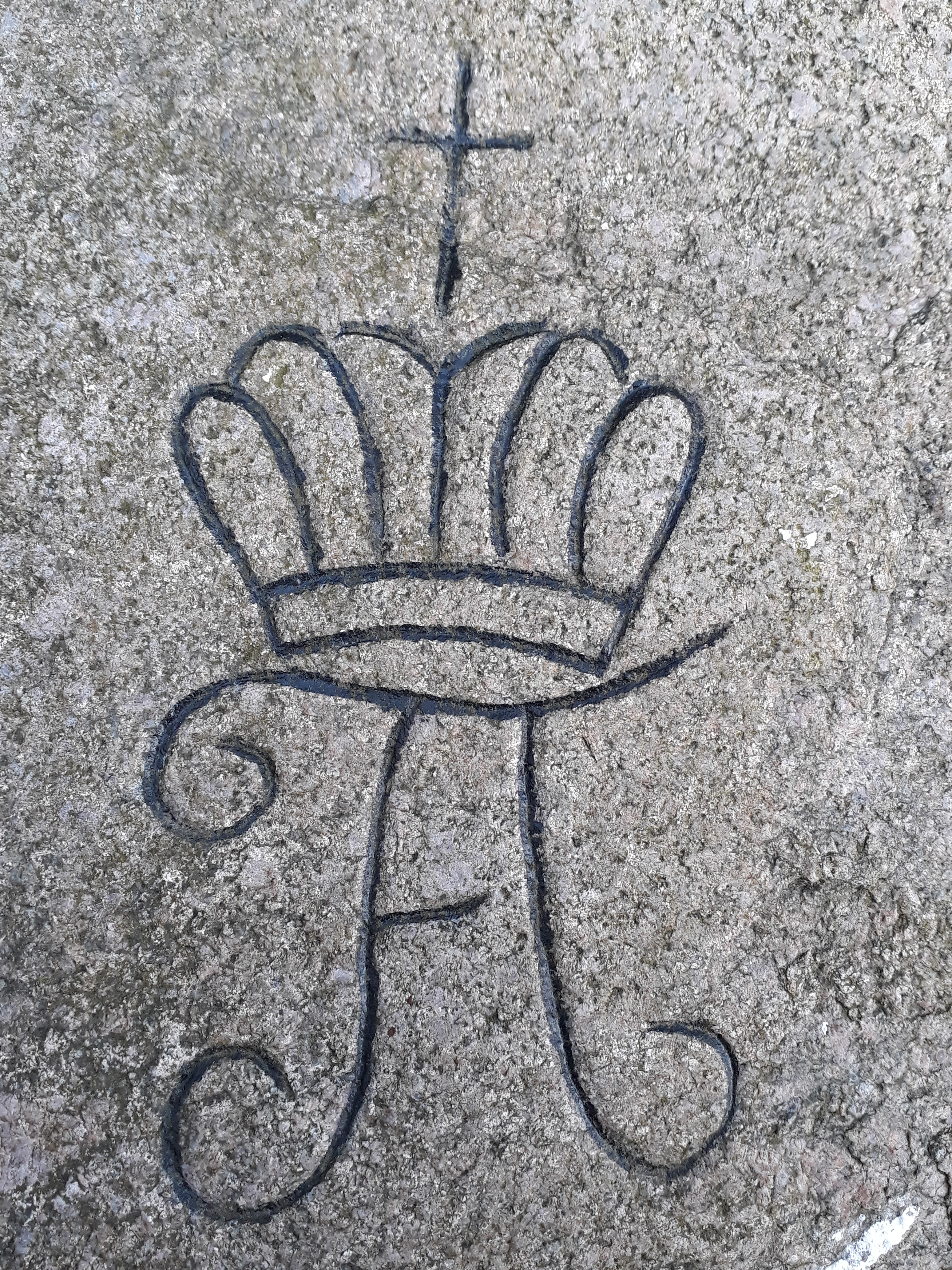

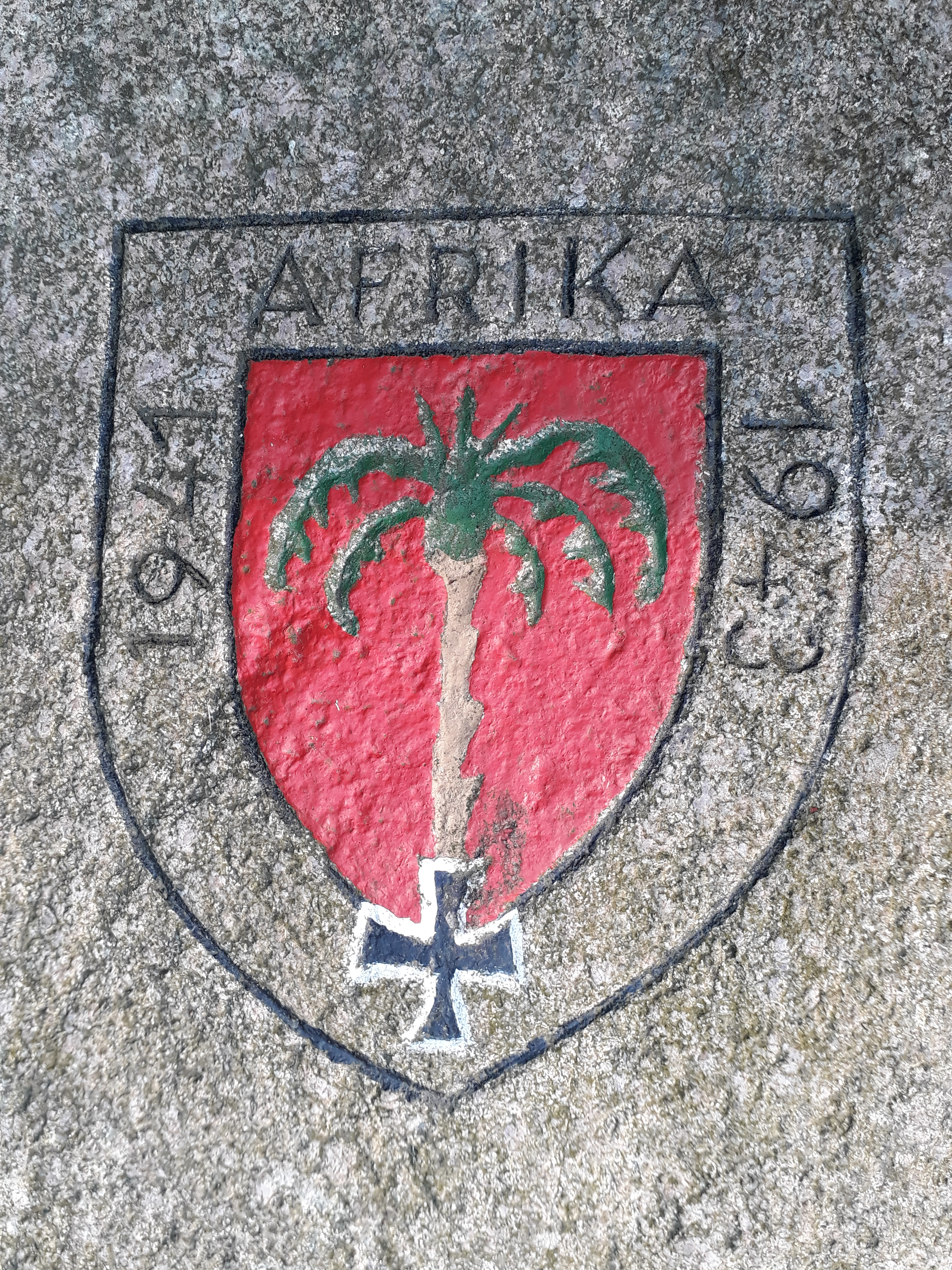

Der Findling aus rötlichem Granit besitzt an der Vorderseite eine geglättete Fläche mit folgender Inschrift:
```
           Von 41 Angehörigen des Regiments,
die in der Zeit vom Januar 1904 bis zum März 1907
am Feldzuge in Süd-West Afrika freiwillig teilnahmen,
           starben den Heldentod
Leutnant   Richard von Rosenberg
           Bodo von Ditfurth
Grenadier  Johann Hovel    1 Comp.
Füsilier   Johann Orphel   10  "
           Franz Dallmann  12  "
           Johann Fausser  12  "
           Karl Kliebisch  12  "

Das Offizierskorps ehrt mit diesem Stein
    das Andenken der Helden.

```

Über der Inschrift befindet sich das Signum des Kaiser-Franz-Garde-Grenadier-Regiments Nr. 2, dessen Offiziere den Stein 1907 stifteten.
Links auf seiner Oberseite trägt der Findling heute das Emblem des Verbands Deutsches Afrika-Korps e. V. – eine Palme im roten Wappen mit dem Eisernen Kreuz und dem Schriftzug „AFRIKA 1941 1943“. Auf der rechten Seite befindet sich das Emblem des Traditionsverbands ehemaliger Schutz- und Überseetruppen – der stilisierte Schutztruppenhut, ein Schlapphut mit Kokarde in den Farben der deutschen Reichsflagge.

### Namibia-Gedenkplatte

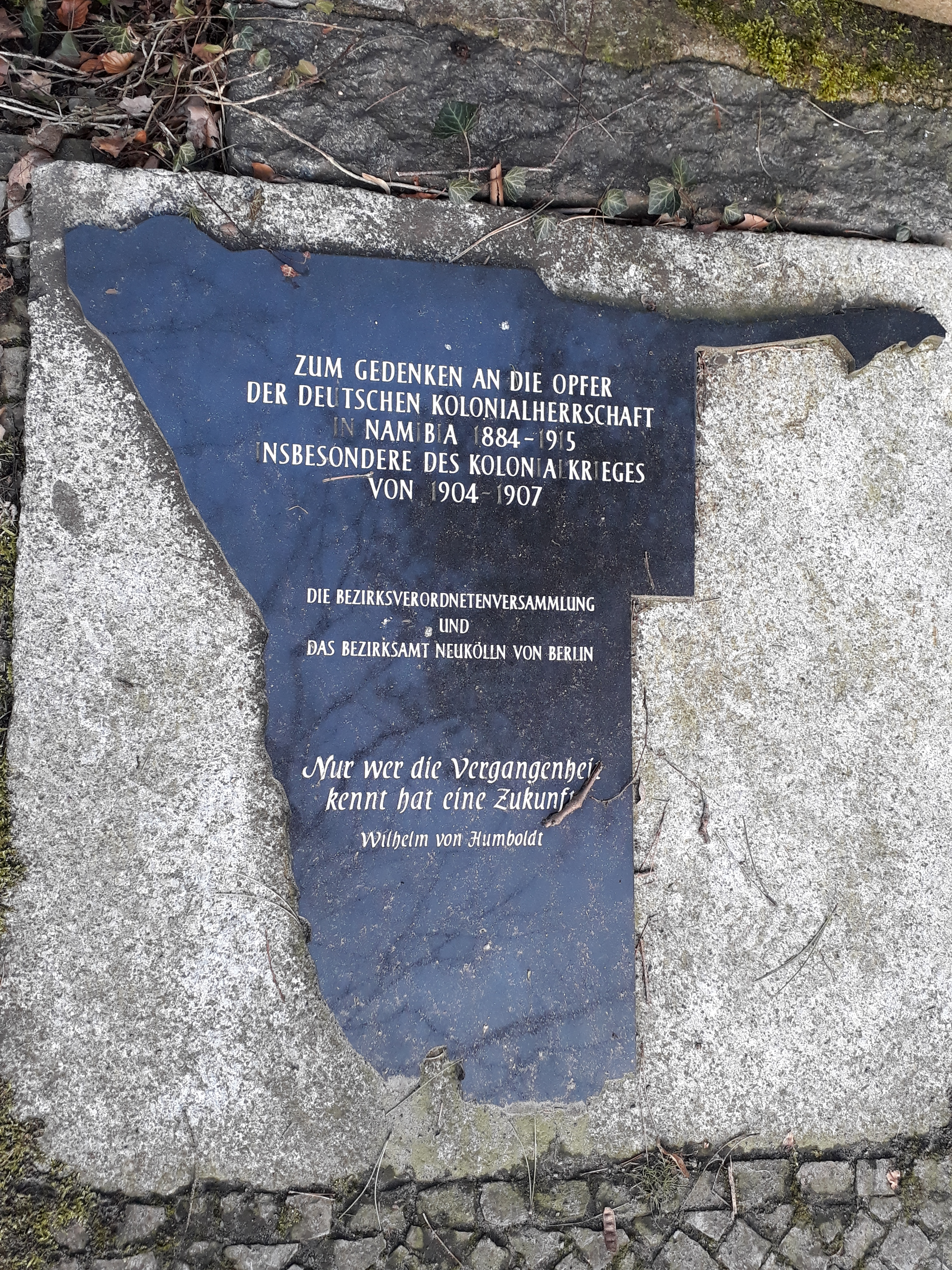
Die Namibia-Gedenkplatte

Am Boden links vor dem Hererostein liegt eine polierte schwarze Steinplatte mit den Umrissen des heutigen Staates Namibia. Sie trägt die Inschrift:
```
    ZUM GEDENKEN AN DIE OPFER
DER DEUTSCHEN KOLONIALHERRSCHAFT
      IN NAMIBIA 1884–1915
INSBESONDERE DES KOLONIALKRIEGES
         VON 1904–1907

   
DIE BEZIRKSVERORDNETENVERSAMMLUNG

              
UND

  
DAS BEZIRKSAMT NEUKÖLLN VON BERLIN

    
Nur wer die Vergangenheit

     
kennt hat eine Zukunft

         
Wilhelm von Humboldt
```

## Historischer Hintergrund
Deutsch-Südwestafrika war von 1884 bis 1915 eine deutsche Kolonie auf dem Gebiet des heutigen Staates Namibia. 1904 erhob sich das Hirtenvolk der Herero gegen die Kolonialmacht. Unter dem Kommando Generalleutnant von Trothas ging die deutsche Schutztruppe mit rücksichtsloser Härte nicht nur gegen bewaffnete Kämpfer vor. Nach der kriegsentscheidenden Schlacht am Waterberg am 11. August 1904 exekutierte die Schutztruppe jeden angetroffenen männlichen Angehörigen der unterlegenen Herero. Zehntausende Menschen, die in das Omaheke-Sandfeld geflüchtet waren, verdursteten Ende 1904, da die Schutztruppe ihnen den Zugang zu den wenigen Wasserstellen verwehrte. Überlebende Herero und Angehörige der inzwischen ebenfalls aufständischen Nama wurden in Konzentrationslagern interniert, in denen sie schwere Zwangsarbeit leisten mussten. Die Todesrate betrug dort um die 50 %. Das Vorgehen der Schutztruppe wird heute als erster Völkermord des 20. Jahrhunderts eingestuft. 50 bis 75 % der Herero und die Hälfte der Nama, insgesamt etwa 40.000 bis 70.000 Menschen fielen ihm zum Opfer. Die deutschen Verluste betrugen 676 gefallene und 76 vermisste Soldaten, außerdem 689 Tote durch Krankheiten.

## Geschichte des Hererosteins
Der Gedenkstein wurde 1907 auf dem damaligen Kasernengelände des Kaiser-Franz-Garde-Grenadier-Regiments Nr. 2 in der Urbanstraße aufgestellt. 1973 wurde er auf Initiative der Afrika-Kameradschaft Berlin und des Traditionsverbands ehemaliger Schutz- und Überseetruppen restauriert, mit deren Emblemen versehen und an den Columbiadamm umgesetzt. Zusätzlich wurde vor ihn ein kleinerer Stein gesetzt, der mit seiner Inschrift „Den in Afrika gefallenen deutschen Soldaten zum ehrenden Gedenken“ die im Ersten und Zweiten Weltkrieg in Afrika gefallenen deutschen Soldaten in das Gedenken mit einbezog. Seitdem wird der Stein auch Afrikastein genannt. Da ähnliche Denkmäler, wie der 1908 errichteter Obelisk für die gefallenen Angehörigen des 1. Telegraphen-Bataillons und ein Stein für die Toten des Eisenbahn-Regiments Nr. 2 aus dem Jahr 1910, nicht mehr erhalten sind, war der Hererostein das letzte verbliebene Denkmal, das in Berlin an die deutsche Besatzung Namibias erinnerte. Veteranenverbände und rechtsextreme Gruppierungen legen hier regelmäßig Kränze nieder.
Dass mit dem Hererostein die Gefallenen der Täter geehrt wurden, es für die Opfer unter den Herero und Nama aber keinen Ort des Gedenkens in Berlin gab, führte zu anhaltenden Protesten verschiedener Bürgervereine. Zum 100. Jahrestag der Schlacht am Waterberg im Jahr 2004 enthüllte der Trägerkreis „Erinnern – Deutsche Kolonialgeschichte aufarbeiten“, ein Zusammenschluss aus Berliner Entwicklungspolitischem Ratschlag e. V. (BER), der Fraktion von  Bündnis 90/Die Grünen im Berliner Abgeordnetenhaus und dem Solidaritätsdienst International e. V. (SODI) am Hererostein eine provisorische Erinnerungstafel mit der Inschrift „Zum Gedenken an die Opfer des deutschen Völkermordes in Namibia 1904–1908“. Als Redner traten dabei der Bundestagsabgeordnete von Bündnis 90/Die Grünen, Hans-Christian Ströbele, der Vorsitzende der Gewerkschaft Erziehung und Wissenschaft Berlin, Ulrich Thöne, und Johannes Schöche vom SODI auf. Die Tafel war nach wenigen Tagen verschwunden, 2005 auch der Gedenkstein für die Soldaten der Weltkriege.
2004 reichte der Bezirksverordnete Marcus Albrecht (SPD) bei der Bezirksverordnetenversammlung Neukölln einen Antrag auf Errichtung einer Gedenktafel für die Opfer des Genozids ein, der gegen die Stimmen der CDU und der FDP angenommen wurde. Seine Umsetzung verzögerte sich aber, hauptsächlich aufgrund von Auseinandersetzungen um den Text, wobei vor allem die genauen Opferzahlen und die Wertung als Völkermord strittig waren. Erst am 2. Oktober 2009 – der Vernichtungsbefehl Generalleutnant von Trothas jährte sich zum 105. Mal – wurde die Gedenktafel vom namibischen Botschafter in Deutschland, Neville Gertze, in Anwesenheit des Bezirksbürgermeisters Neuköllns, Heinz Buschkowsky, enthüllt.
Vertreter zivilgesellschaftlicher Gruppen, denen bei der Einweihung kein Rederecht zugestanden wurde, kritisierten den Text der Gedenkplatte bereits am 23. September 2009 in einer gemeinsamen Presseerklärung. Dass lediglich von „Kolonialkrieg“ die Rede ist, sei eine Verharmlosung des Völkermords. Der damalige Neuköllner Baustadtrat Thomas Blesing (SPD) verwies dagegen gegenüber der taz auf den breiten Abstimmungsprozess in der Debatte um die Gedenktafel. „Der Text sei mit dem Auswärtigen Amt, der namibischen Botschaft, der Senatskanzlei und der Bezirksverordnetenversammlung Neukölln abgestimmt worden. Das Auswärtige Amt habe in der Diskussion um die Inschrift ‚dringend davon abgeraten‘, den Terminus Völkermord zu verwenden.“

## Filmdokumentation
- Deutsch-Südwas? Erinnerung an einen deutschen Völkermord. Filmgruppe E, Dokumentarfilm, Berlin 2013 (Video, 37 Min.)